# 卡米亞·尤蘇菲
卡米亞·尤蘇菲（波斯語：‎，1996年5月20日—）是阿富汗女子田徑運動員。她的父母來自坎達哈。

## 生涯
她參加2016年夏季奧林匹克運動會女子100公尺預賽以打破國家紀錄的14.02排名第22，可惜無緣晉級。
2020年夏季奧林匹克運動會開幕式她和法扎德·曼蘇里共同擔任代表團掌旗官。女子100公尺賽事中，她在預賽第一組以13.29排名第六，雖然無緣晉級，但也創下個人最佳和國家紀錄。
2021年8月，因為2021年塔利班攻勢席捲全國，尤蘇菲從阿富汗逃往伊朗。

## 外部連結
- 卡米亞·尤蘇菲在World Athletics（英语）
- 卡米亞·尤蘇菲在Olympics.com（英语）
- 卡米亞·尤蘇菲在Olympedia（英语）